# Andrianampoinimerina
Andrianampoinimerina (phát âm tiếng Malagasy: [anˈɖʐianˌmpuʲnˈmerʲnə̥]); phiên âm theo Tiếng Việt là: An-đria-nam-phôi-ni-mê-gi-na; (1745–1810) là một vị vua, người đã cai trị Vương quốc Imerina từ năm 1787 tới khi mất. Thời gian trị vì của ông đánh dấu sự tái thống nhất của Imerina sau 77 năm nội chiến, sau đó giúp mở rộng vương quốc tới các vùng lân cận, và như thế đã khởi đầu sự thống nhất Madagascar dưới sự dẫn dắt của người Merina. Andrianampoinimerina là một anh hùng văn hóa và gần như được thần thoạt hóa bởi người Merina, được xem như một trong các thủ lĩnh quân sự và chính trị vĩ đại nhất Madagascar.
Andrianampoinimerina tiếm ngôi chú mình, Vua Andrianjafy, người đã trị vị Imerina Avarandrano (Bắc Imerina). Trước thời Andrianampoinimerina, Imerina Avarandrano đã xung đột với ba tỉnh của vương quốc Imerina cũ (mà đã được thống nhất bởi Vua Andriamasinavalona một thế kỷ trước). Andrianampoinimerina chọn Ambohimanga làm kinh đô, nơi ở hoàng gia của ông vẫn còn lại tới nay. Từ Ambohimanga, ông liên tục mở rộng quyền lực ra khắp Imerina và rồi chiếm cả vùng Cao Địa, thu được đất của người Betsileo, Sihanaka, Bezanozano và Bara. Trong thời gian trị vì 23 năm, Andrianampoinimerina đã thống nhất Imerina thành công và mở rộng đáng kể Vương quốc Merina, với ý định thống nhất toàn Madagascar. Con trai ông, Radama I, tiếp tục cuộc chinh phục mà Andrianampoinimerina đã bắt đầu.

## Ban đầu
Quốc vương Andrianampoinimerina, sinh vào khoảng năm 1740 trong ngày đầu tiên của tháng đầu tiên của Alahamady, tại Kaloy, ông có tên khai sinh là Ramboasalamarazaka, ông là người con trai thứ ba của Andriamiaramanjaka, vua của Anjafy và Kaloy, và nhất phẩm hoàng hậu của ông ta, công chúa Ranavalonandriambelomasina, con gái của Vua Andriambelomasina.

## Cai trị

### Xung đột với chú
Truyền thống truyền miệng được ghi lại bởi các nhà truyền giáo Dòng Tên vào cuối thế kỷ thứ mười tám cho thấy rằng Andriambélomàsina, người cai trị Imerina (lãnh thổ của dân tộc Merina) từ năm 1730 đến năm 1770, và sau đó con trai cả của ông, Andrianjafy đã kế vị ông, tiếp theo sẽ là cháu trai ông Ramboàsalàma (Andrianampoinimerina), con trai của người con gái lớn của ông. Tuy nhiên, Andrianjafy, chú của Andria... không muốn truyền ngôi cho cháu mình mà ông có ý định cho con trai của mình thế chỗ, sau đó ông âm mưu giết chết Ramboàsalàma, hoàng tử đã lo sợ cho mạng sống của mình, và thế rồi, ông ta chạy trốn về phương Bắc. Ông phải sống lông đông vất vả ở đây suốt nhiều tháng trời. Cuối cùng, dưới sự hậu thuẫn của một tá thủ lĩnh Merina, Ramboàsalàma trở lại vương quốc vào năm 1787, tiến vào thành phố kinh đô Ambohimànga và ông đã đày người chú của mình, sau đó ông ta bị tử hình. Ramboàsalàma sau đó được trao vương miện, ông lên ngôi lấy hiệu là Andrianampoinimerina, có nghĩa là "vị vua của nhân dân Imerina".

### Nhà nước
Triều đại của quốc vương Andrianampoinimerina được đánh dấu bằng các tổ chức của các tổ chức chính phủ và quân đội khác nhau, điều này đã tạo cho nhà nước non trẻ một nền tảng vững chắc. Cấu trúc hành chính này một phần được hiện thực hóa bằng cách sử dụng, cải tạo và tổ chức lại một loạt các thể chế truyền thống như các hội đồng hùng biện hoàng gia vĩ đại, ''Kabary ", thiết lập các cấu trúc pháp lý dưới dạng tòa án và các cấu trúc thương mại. Tuy nhiên, rõ ràng rằng quy mô của vương quốc dưới thời Andrianampoinimerina có nghĩa là các kỹ thuật hành chính mới phải được tìm thấy để bổ sung và tổ chức các thể chế cũ. Từ khi bắt đầu triều đại của quốc vương Andrianampoinimerina, vào khoảng năm 1787, nhà nước Merina bắt đầu phát triển một số hình thức quan liêu và một đội quân thường trực. Thủ đô của vương quốc đã được chuyển từ làng Ambohimanga cũ sang làng Antananarivo (thủ đô trước đó). Sau đó, bó vươn mình biến thành một thị trấn lớn.

### Di dời kinh đô

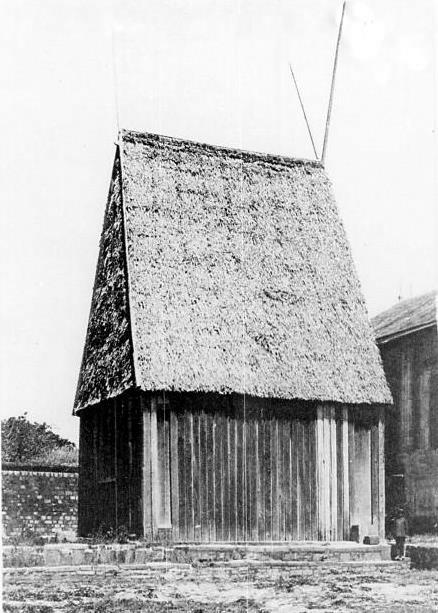
Besakana, một trong những nơi cư trú của đức vua Andrianampoinimerina bên trong tân đô Rova Antananarivo Madagascar, được xây dựng theo phong cách truyền thống dành riêng cho giới hoàng gia Merina (Andriana).

Sau khi lên ngôi và sau nhiều năm cai trị và sau nhiều năm chinh chiến để mở rộng bờ cõi, cuối cùng quốc vương Andrianampoinimerina mới để ý đến kinh đô của mình. Ông nhận thấy kinh đô Ambohimanga không còn phù hợp với vương quốc của mình nữa, để phù hợp với biểu tượng của vương quốc Merina thiêng liêng liên quan đến chiều cao, không gian và định hướng, thế là đức vua đã quyết định đi tìm một nơi thật hoàng hảo để chuẩn bị ra chiếu di dời kinh đô. Cuối cùng, vào năm 1792, ông đã quyết định chọn: Rova Antananarivo, là một nơi hẻo lánh nằm ở vùng trung tâm và tại đỉnh đồi cao nhất trong vương quốc, và ở trung tâm của không gian đô thị mở rộng xung quanh nó. Sau đó, ông ban hành sắc chỉ dời kinh đô từ Ambohimanga đến Rova of Antananarivo. Sau khi dời đô, nhà vua đã tiến hành mở rộng đáng kể tân đô, ông cho đặt các biểu tượng của Rova linh thiêng, ông còn cải thiện nhiều ngôi nhà ở đó. Điều này bao gồm việc tái thiết đã diễn ra vào năm 1800 ở Besakana (có nghĩa là "ngai vàng của vương quốc") được xây dựng dưới triều vua Andrianjaka vào đầu những năm 1600 như là nơi ở của hoàng gia đầu tiên tại Antananarivo  - sau đó, nó trở thành trong nhiều ngôi nhà mà đã được quốc vương Andrianampoinimerina sử dụng làm nơi ở, nơi cư trú thay cho Mahitsielafanjaka sau khi ông chuyển thủ đô từ Ambohimanga đến Antananarivo.

### Rova Antananarivo

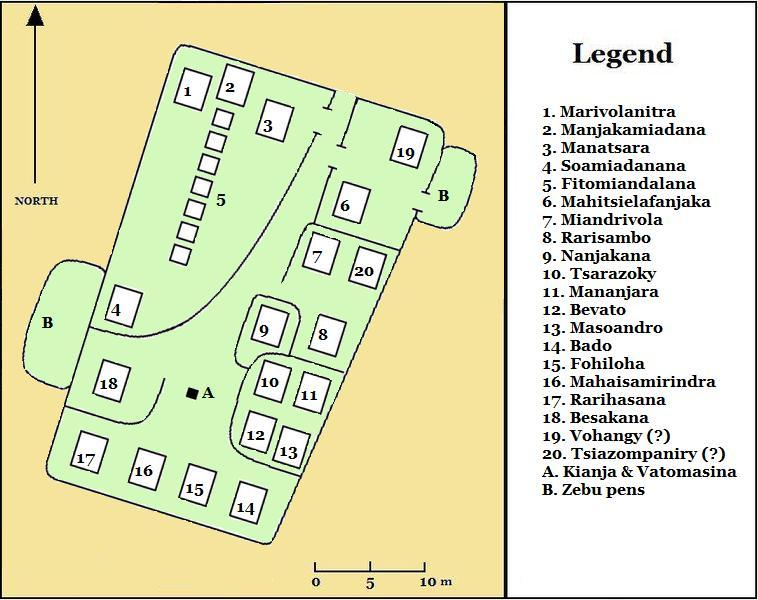
Bản đô mô phỏng lại kinh đô Rova Antananarivo vào năm 1800 dưới thời đức vua Andrianampoinimerina.

Bản thân đức vua Andrianampoinimerina sau khi dời đô cũng có những thiết kế hoành tráng cho tân thủ đô của mình: đầu tiên, ông cho xây dựng lại Antananarivo trong một đô thị mới của vương quốc Merina. Mục tiêu của ông là tạo ra một "thành phố hình ảnh của Imerina", giống như một mô hình thu nhỏ của nó, một mẫu đại diện của khu vực nông thôn.  Do đó, ông chăm sóc và chỉnh sửa lại nền tảng thành phố, ông đã cho người quy hoạch lại nơi đây. Mục tiêu của nhà vua là biến Antananarivo trở thành một thành phố đại diện cho cả quốc gia nhờ thành phần dân số mở rộng ra toàn đảo, một tham vọng rõ ràng của ông là nhấn mạnh đến ơn gọi chính trị được giao cho thủ đô. Thành phố có thể được nhân đôi và chiếm ưu thế trong các khu vực bị chinh phục: một mục tiêu đô thị cụ thể là hiện đại hóa ngay từ đầu thành phố ". Đặc điểm của một mô hình đô thị ban đầu bắt nguồn sâu sắc trong xã hội Merina ở nông thôn, một mô hình đô thị được sinh ra ở tân đô Antananarivo được đặc trưng bởi vai trò cơ bản của một không gian hoàng gia, cao và linh thiêng, và bởi sự phân bố dân số theo thứ bậc không gian. Rova trước hết là trung tâm và là biểu tượng của thành phố chính trị Antananarivo, hành chính và quân sự. Toàn bộ thành phố được tổ chức từ "đầu mối" này, cả về thời gian và tâm linh của vương quốc Merina.

### Chính sách điều hành các sắc tộc khác
Quốc vương Andrianampoinimerina sau khi lên ngôi đã lên kế hoạch phân bổ một phần tư cho mỗi nhóm dân tộc trên đảo, bao gồm cả Antandroy (một nhóm dân tộc từ phía nam Madagascar) chưa chịu sự điều chỉnh.  - câu chuyện về đại diện của các nhóm dân tộc bị chinh phục gần đây, chẳng hạn như Betsileo và Sakalava, ở Tanjombato và Manjakaray, và còn với nhiều dân tộc khác.

### Buôn bán nô lệ
Thời kỳ cai trị của quốc vương Andrianampoinimerina tương ứng với sự phát triển gia tăng việc xuất khẩu nô lệ từ hòn đảo lớn Madagascar sang đảo Reunion (ngày nay là tỉnh Réunion của Pháp), Mauritius và còn xa hơn nữa. Các nô lệ được nhà vua đem bán, đổi lại, những người mua đưa lại cho quốc vương súng đạn và nhiều thứ vũ khí khác, điều đó giúp nhà vua thuận lợi hơn trong việc mở rộng nhà nước Merina. Việc buôn bán nô lệ của vương quốc trong thời của ông nhiều đến mức đã khiến cho Ellis, một trong những nhà buôn đầu tiên ở xứ Merina phải thốt lên rằng:
''Trong triều đại của quốc vương Impoina (Andrianampoinimerina), vương quốc Imerina và nội địa của đất nước nói chung trở thành một siêu thị cho nô lệ, họ chủ yếu là  các tù nhân bị bắt trong chiến tranh, những người được trao đổi với những người buôn bán nô lệ để lấy vũ khí và đạn dược, qua đó các cuộc chinh phạt có thể được thực hiện, và cung cấp thêm cho thị trường nô lệ được sản xuất''.
Quan điểm tương tự được đưa ra bởi nhà sử học Merina Raombana, ông ta đã trút cơn giận của mình lên nhà vua bằng cách mô tả ông như là một kẻ buôn bán nô lệ chính hiệu, nhưng đồng thời ông cũng cho thấy thành công của ông đối với loại hoạt động này. Sự phát triển mạnh mẽ của vương quốc Merina ở quy mô lớn dưới thời quốc vương Andrianampoinimerina không chỉ đơn giản được giải thích bằng việc buôn bán nô lệ của ông.

### Giao thương
Andrianampoinimerina cũng thiết lập mối quan hệ với người châu Âu, đặc biệt là với những thương nhân người Pháp buôn bán vũ khí cho nô lệ. Có đến mười tám phần trăm số nô lệ ở Merina được xuất khẩu hàng năm sang lle de France (nay là Mauritius) và Bourbon (Réunion). Barthélemy Hugon, một thương nhân châu Âu, đã viết về Nampoina vào năm 1808 trong nhật ký, "Ông ta không nghi ngờ gì, ông ta chính là người giàu nhất, đáng sợ nhất, giác ngộ nhất và có được một vương quốc lớn nhất, trong tất cả các vương quốc khác ở Madagascar."

### Cái chết và người kế tự
Quốc vương Andrianampoinimerina băng hà trong nhà Mahitsielafanjaka bên trong kinh đô Rova Antananarivo vào ngày 6 tháng 7 năm 1810 ở tuổi 65, ông có nhiều mười một đứa con trai và mười ba đứa con gái của ông.qua đời năm 1810. Vào thời điểm ông qua đời, đức vương đã biến cho vương quốc Imerina có lẽ đã trở thành vương quốc hùng mạnh nhất trên đảo Madagascar. Sau khi băng hà, thi hài ông được chôn trong một chiếc xuồng bạc. Con trai ông lên kế vị: tức đức vương Radama I. Mặc dù ông chưa bao giờ chinh phục được toàn bộ xứ Madagascar, nhưng giấc mơ của Andrianampoinimerina sẽ được con trai ông, Radama I tiếp tục thực hiện. Trước khi băng hà ông đã nói với vị vua tương lai rằng:
"Biển là biên giới của cánh đồng lúa của chúng ta" (ý nói, Radama sau khi kế vị phải mở rộng bờ cõi quốc gia cho thông được với biển), Radama đã thề với cha mình rằng ông nhất định sẽ đạt được tham vọng này.